# Lloque Yupanqui
Lloque Yupanqui Inca (kecz. Inka Leworęczny Księgowy, XIII wiek) – na wpół legendarny władca Inków i trzeci Sapa Inca od ok. 1260 do ok. 1290 roku, z dynastii Húrin, starszej linii królewskiego rodu Inków, syn króla Sinchi Rocy.
Zgodnie z przekazami król ten nie prowadził żadnych wojen zewnętrznych. Jako przyczynę tego faktu podania wymieniają niekiedy szereg rebelii z jakimi musiał się zmierzyć. Przypisuje mu się założenie stołecznego Acllahuasi - klasztoru dziewic Słońca, w którym żyły młode dziewczęta przeznaczone do służby świątynnej oraz wytyczenie publicznego rynku w Cuzco. Legendy wspominają również o niespotykanej brzydocie, jaka cechowała króla.